# Athamanien
Athamanien war ein antiker Staat im nördlichen Griechenland.
Die Athamanier beteiligten sich während des 4. Jahrhunderts v. Chr. am Ersten Korinthischen Bund und am Zweiten Attischen Seebund. Im Laufe des 3. Jahrhunderts war Athamanien meist der Kontrolle von Epeiros unterworfen.
Unter König Amynandros konnten sich die Athamanier zwischen 220 und 190 v. Chr. gegen die angrenzenden Mächte behaupten, indem sie mehrfach die Allianzen wechselten. Als Preis für ihre Neutralität im Ersten Makedonisch-Römischer Krieg erhielten sie die Insel Zakynthos von Philipp V. von Makedonien. Im zweiten Krieg gegen Philipp unterstützte Athamanien jedoch die Römer. Im Römisch-Syrischen Krieg versuchte König Amynandros mit Hilfe des Seleukidenreichs und des Aitolischen Bundes seinen Schwager Philipp von Megalopolis auf dem makedonischen Thron zu installieren. Ab 190 v. Chr. waren die Athamanier untergeordnete Verbündete der Römer.